# Schauinsland
De Schauinsland is een 1284 meter hoge berg bij Freiburg im Breisgau, Baden-Württemberg. In de herfst zijn vergezichten mogelijk over de wolken tot in de Vogezen en de Alpen. De top van de berg is te bereiken over een twaalf kilometer lange weg met tal van haarspeldbochten. Op deze weg werden van 1923 tot 1984 door de ADAC de Schauinsland-Rennen georganiseerd. Sinds 2000 wordt deze race om de twee jaar gehouden met oude auto's met het bouwjaar voor 1984, de Schauinsland Klassik.
Er loopt sinds 1930 een kabelbaan van dalstation "Horben" naar de top. De baan is met 3600 meter lengte Duitslands langste kabelbaan. De rit duurt een kwartier.
Op 17 april 1936 wandelde een groep Engelse schoolkinderen op de Schauinsland. Ze kwamen terecht in een plotselinge sneeuwstorm en raakten gedesoriënteerd. Ze splitsten zich op in twee groepen. Een groep bereikte het dal waarna een grote zoekactie naar de anderen werd begonnen, waarvan er vijf het leven lieten. Ter nagedachtenis aan deze kinderen is er een monument geplaatst in 1938.